# Коротков, Александр Иванович
Александр Иванович Коротков (10 (23) июня 1913, Нижнетагильский завод, Верхотурский уезд, Пермская губерния — 21 октября 2001, Нижний Тагил, Свердловская область) — советский футболист и хоккеист, нападающий, тренер.

## Биография
Родился в семье железнодорожника. С детства занимался в спортивных командах общества «Локомотив» в Нижнем Тагиле и Свердловске. Во второй половине 1930-х годов выступал в футболе за свердловский «Локомотив» в соревнованиях КФК.
В 1940 году выступал в классе «Б» за горьковское «Торпедо», стал лучшим бомбардиром своего клуба с 14 голами. В 1941 году выступал за ленинградский «Зенит». Дебютный матч на высшем уровне сыграл 3 мая 1941 года против сталинградского «Трактора», а в своём втором матче, 11 мая против киевского «Динамо» впервые отличился голом. Всего в высшей лиге сыграл 8 матчей и забил 3 гола, однако из-за начавшейся войны результаты были аннулированы.
Участник Великой Отечественной войны, принимал участие в обороне Ленинграда.
В 1946—1950 годах выступал за свердловское «Динамо». В 1946 году стал победителем зонального турнира третьей группы, затем играл в классе «Б». В конце карьеры был играющим тренером коллектива физкультуры «Металлург Востока» (Нижний Тагил).
В послевоенные годы также выступал в хоккее с шайбой за свердловское «Динамо», был капитаном команды. В сезоне 1947/48 стал победителем зонального турнира первой лиги, затем участвовал в матчах высшей лиги.
После окончания игровой карьеры работал тренером по хоккею с мячом и с шайбой в клубе «Металлург»/«Уралец» (Нижний Тагил), приводил команду к победе в турнирах ВЦСПС и региональных соревнованиях. Затем работал детским тренером.
Судил матчи чемпионата страны по хоккею, имел республиканскую категорию.
Скончался в Нижнем Тагиле 21 октября 2001 года на 89-м году жизни. Похоронен на Центральном кладбище города Нижний Тагил.

## Личная жизнь
Младшие братья, Павел (1916—1980) и Сергей, тоже были известными в Свердловской области спортсменами.
Сын Юрий (род. 1936) — неоднократный чемпион СССР по хоккею с мячом в составе свердловского СКА.